# René Rutschmann
René Rutschmann (Winterthur, 7 de janeiro de 1941) é um ex-ciclista suíço de ciclismo de estrada. Competiu nos Jogos Olímpicos de Verão de 1960 em Roma, onde foi integrante da equipe suíça de ciclismo que terminou em nono lugar nos 100 km contrarrelógio por equipes. Também competiu nos Jogos Olímpicos de Tóquio 1964.